# Giovanni de La Rochelle
Giovanni de La Rochelle (in latino: Johannes de Rupella o Johannes a Rupellis; La Rochelle, 1200 – Parigi, 8 febbraio 1245) è stato un filosofo e teologo francescano francese.

## Biografia
Giovanni de La Rochelle entrò nell'ordine francescano in tenera età. Maestro delle arti, allievo di Guglielmo d'Auxerre e di Filippo il Cancelliere, divenne un pupillo di Alessandro di Hales, nonché il primo francescano a ricevere una laurea in teologia all'Università di Parigi. Svolse un ruolo importante nella stesura della Summa fratris Alexandri.
Nel 1238 fu nominato professore di teologia, e come tale collaborò con Guglielmo d'Alvernia, vescovo di Parigi, per discutere la questione dei benefici ecclesiastici. 
Secondo Giovanni de la Rochelle, la teologia è essenzialmente saggezza. Crede che per un teologo siano necessarie tre cose: la conoscenza, la santità e l'insegnamento. Il suo argomento principale è che chi insegna le Scritture deve avere una solida formazione di dottorato, ma deve anche incarnare la sacra conoscenza dentro di sé mediante la propria buona volontà e le rette azioni morali. Fu descritto da Bernard de Besse come un maestro di grande fama, i cui scritti erano insieme solidi ed estremamente utili.
Fu uno degli oppositori di frate Elia da Cortona, e insieme ad Alessandro di Hales prese parte alle discussioni che portarono al complotto che causò la caduta di Elia nel 1239. Quando il capitolo del 1241 sollecitò le sue osservazioni su varie questioni controverse, la città di Parigi chiese a Giovanni de La Rochelle di fornire una spiegazione sulla Santa Regola, in collaborazione con Alessandro di Hales, Roberto di Bascia e Oddone di Rigaud. La loro opera ricevette l'approvazione del Capitolo Generale dell'ordine tenutosi a Bologna nel 1242, e divenne nota come l'"Esposizione dei Quattro Maestri".
Le sue opere più importanti sono la Summa de anima e il Tractatus de divisione potentiarum animae. Lo scopo principale della Summa de anima è definire la posizione di Giovanni sull'essere e sull'essenza nel contesto del dibattito tra coloro che sostengono la teoria secondo cui tutto l'essere creato è composto da materia e forma, e coloro che, come Tommaso d'Aquino, rifiutarono la dottrina che attribuiva all'anima un carattere composito. Giovanni studia l'anima secondo le quattro cause aristoteliche: materiale, efficiente, formale e finale. Aderendo ad alcune dottrine di Avicenna., introdusse una dottrina che distingueva l'anima in due parti: superiore e inferiore. I livelli dell'anima si distinguono in base ai loro oggetti: gli oggetti di ragionamento superiori possono essere classificati come esseri spirituali e gli oggetti di ragionamento inferiori sono classificati come corporei. "Seguendo Agostino, Giovanni classificò ulteriormente gli oggetti della conoscenza dividendoli in quattro categorie: esseri sopra, accanto, dentro o sotto l'anima". Propose anche un intelletto agente diverso per ogni classe di oggetti: l'intelletto agente immanente adatto agli esseri corporei, e due ulteriori intelletti agenti: uno per gli esseri al di fuori dell'anima, come gli angeli, e uno per l'Essere al di sopra dell'anima, Dio stesso.  La distinzione tra l'intelletto agente al di fuori dell'anima e quello al di sopra dell'anima mostra anche la forte influenza di Agostino su Giovanni, poiché dottrine simili si trovano nell'opera di Agostino Sullo spirito e l'anima. L'idea di Giovanni qui è simile alle tesi di Avicenna sull'intelligenza separata, riguardo a un intelletto agente di natura angelica, che agisce sull'intelletto immanente dell'anima ma è distinto da questo.
Il Trattato di Giovanni sulle divisioni multiple del potere dell'anima offrì una visione dettagliata della sua concezione dell'anima. Giovanni de la Rochelle fu un precursore della filosofia teologica, in un'epoca in cui i teologi parigini si astenevano dagli studi filosofici.
Il 4 dicembre 1244 predicò nella chiesa domenicana di Lione, alla presenza della Curia romana, in occasione del primo concilio convocato da Innocenzo IV.
Giovanni de la Rochelle morì l'8 febbraio 1245, nello stesso anno del suo maestro Alessandro di Hales.

## Opere
- Tractatus de divisione potentiarum animae (ca. 1233)
- Summa de anima (ca. 1235)
- De cognitione animae separate
- De immortalitate animae sensibilis
- Summa de articulis fidei
- Summa de decem praeceptis
- Summa de virtutibus
- Summa de vitiis et peccatis
- Quaestiones disputatae de gratia
- Expositio quatuor magistrorum [Alexander de Hales, Johannes de Rupella, Robertus de Bascia, Odo Rigaldus] super Regulam Fratrum minorum, 1241-1242. Accedit ejusdem Regulae textus [auctore Beato Francisco] cum fontibus et locis parallelis.